# Чехоня
Чехоня (Pelecus cultratus) — риба з родини ялецевих. Єдиний вид роду Чехоня (Pelecus). Вид занесений до Бернської конвенції та інших природоохоронних документів.

## Опис

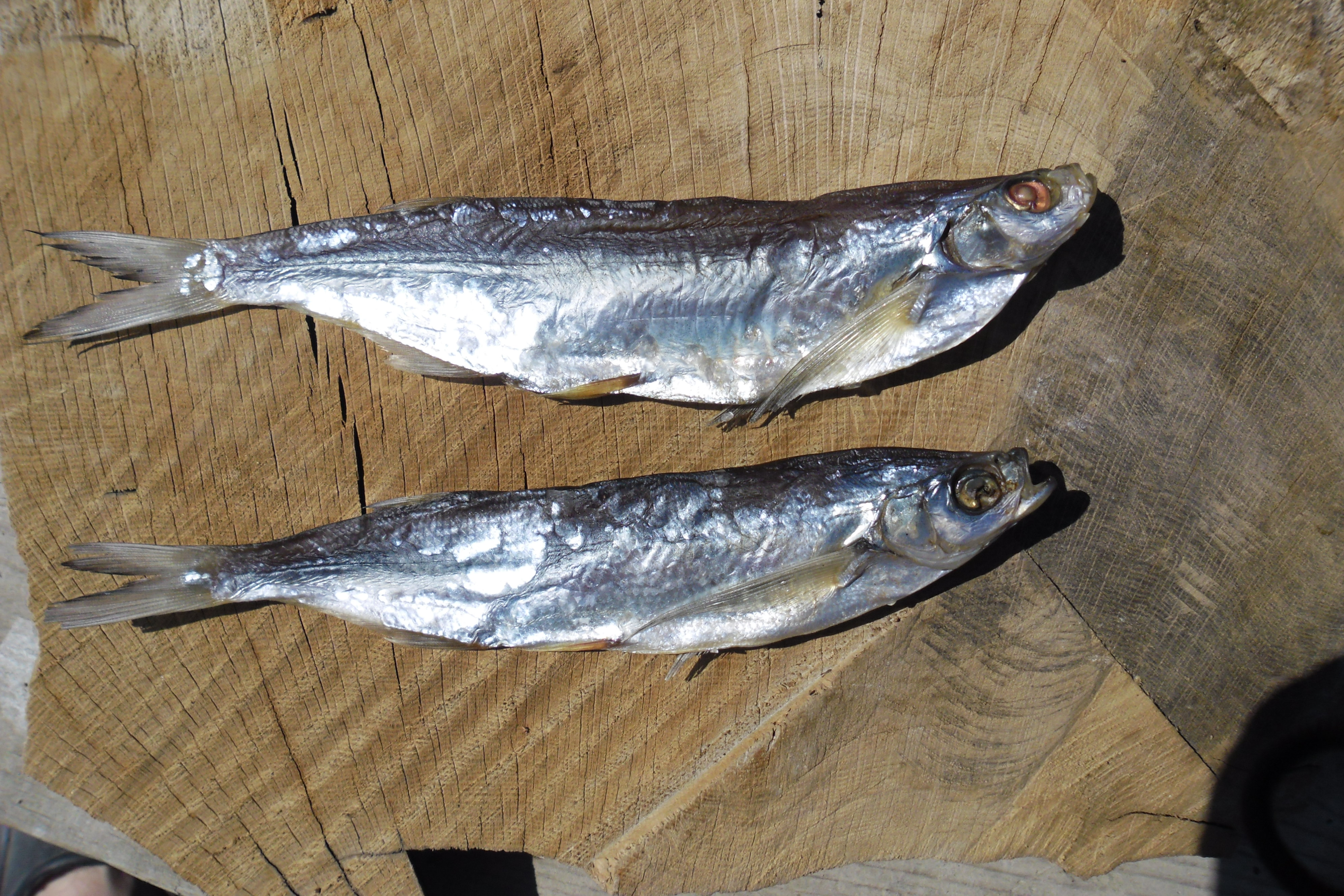
Чехоня

До 35 см довжиною, вага — 300—400 г, іноді й більше. Тіло подовжене, сильно стисле з боків. Спина майже пряма, черевце опукле, що має шкірястий кіль, який починається з горла й закінчується перед анальним отвором. Грудні плавці довгі, загострені. Спинний плавець невеликий, розташовується ближче до хвостового над довгим підхвостовим плавцем. Хвостовий плавець сильно виїмчастий, його лопаті загострені. Голова невелика, тупа. Рот верхній, нижня щелепа сильно піднімається вгору. Очі великі. Луска тонка, легко спадаюча, блискуча. Бічна лінія розташована в нижній частині тіла, під грудним плавцем різко вигинається. Тіло сріблясте, спина чорна, із зеленуватим відтінком. Спинний і хвостовий плавці сіруваті, решта — жовтуваті.

## Поширення
Поширена в басейнах Балтійського (східної частини), Чорного, і Азовського морів, також у Каспійському та Аральському морях та водах їхніх басейнів. Промислова риба.

## Розмноження
Ікрометання спостерігається при температурі води 15-20 °C. Може нереститися як на мілководних перекатах прибережній частині заплави, так і в самому руслі річки, що залежить від рівня підняття паводкових вод. Глибини на нерестовищах не перевищують 1 метр. Місця нересту покриті луговою трав'янистою рослинністю та рідкісним чагарником. Оболонка відкладеної ікри чехоні неклейка й, сильно набухаючи, ікра стає плавучою та легко зноситься течією з місця нересту. Зародки розвиваються в ікрі в процесі її дрейфу. Чехоня дуже вимоглива до умов розмноження. Вона нереститься в місцях із значними швидкостями течії води, на ділянках з щільно задернованим дном, протягом двох-трьох діб, що залежить від температури води. Личинки, що вилупилися з ікри, зносяться течією. Поблизу нерестовищ і в заплаві вони можуть бути до кінця паводку. Разом зі стоком паводкових вод у русло річки потрапляють і личинки, які протягом місяця перетворюються на мальків.

## Охорона
На більшій частині ареалу стан природних популяцій виду залишається більш-менш стабільним. Саме тому він, згідно Червоного списку МСОП, отримав охоронну категорію «відносно благополучний вид». Але в окремих регіонах спостерігається тенденція до зниження чисельності популяції виду. Тому чехоня звичайна занесена до Бернської конвенції (Додаток ІІІ. Види фауни, що підлягають охороні), а також до Директиви Європейського Союзу 92/43/ЄС «Про збереження природних оселищ та видів природної фауни і флори» (Додаток II. Види рослин і тварин, що становлять особливий інтерес для Європейського Союзу, збереження яких потребує створення територій особливої охорони).